# Laburistička stranka Bosne i Hercegovine
Laburistička stranka Bosne i Hercegovine (LS BiH) je parlamentarna politička stranka u Bosni i Hercegovini sa sjedištem u Velikoj Kladuši koja čini njezinu izbornu bazu. Osnovana je 2013. Osnivač stranke je Elvira Abdić-Jelenović a predsjednik stranke je Munib Alagić, hrvatski izaslanik u Domu naroda PFBiH i sin Fikreta Abdića, bivšeg predsjednika Zapadne Bosne.

## Povijest
Laburistička stranka BiH osnovana je 28. prosinca 2013. u Velikoj Kladuši. Stranka je osnovana po uzoru na ostale laburističke stranke u svijetu. Primarno usredotočenje stranke su obespravljeni radnici bivšeg Agrokomerca, nekada ekonomskog giganta sa sjedištem u Velikoj Kladuši čiji je ravnatelj bio Fikret Abdić. Osnivačica i predsjednica stranke je njegova kćerka Elvira Abdić-Jelenović. Stranka je nastala izdvajanjem iz Demokratske narodne zajednice, stranke koju je osnovao i čiji je bio poredsjednik Fikret Abdić nakon unutarstranačkog sukoba.

## Ideologija
Laburisti se zalažu za razvoj tržišnog gospodarstva, decentralizaciju i socijalnu pravdu. LS BiH se također zalaže za ravnopravnost konstitutivnih naroda, Bošnjaka, Hrvata i Srba, te za integraciju BiH u Europsku uniju i NATO. Poseban interes LS BiH iskazuje za veterane Narodne obrane, vojske Zapadne Bosne. Stranka ima snažan regionalni karakter, pa se shodno tome zalaže za pomirenje krajišnika i razvoj Unsko-sanske županije.